# Джеймс Бек
Джеймс Бек (James H. Beck; 14 травня 1930 — 26 травня 2007) — американський мистецтвознавець, який спеціалізувався на італійському Ренесансі. Виступав з відвертою критикою багатьох гучних реставрацій і переатрибуцій творів мистецтва, заснував організацію ArtWatch International, що проводила кампанію проти безвідповідальних практик у світі мистецтва.

## Біографія
Джеймс Бек народився в 1930 році в Нью-Рошелі, штат Нью-Йорк, недалеко від колишнього будинку письменника Томаса Пейна. Після закінчення Оберлінського коледжа в 1952 році навчався за спеціальністю художника, спершу в Нью-Йоркському університеті, а потім у Флорентійській академії мистецтв. У 1963 році в Колумбійському університеті Бек отримав ступінь доктора філософії, захистивши докторську дисертацію, присвячену скульптурі Якопо делла Кверча. Він викладав на факультеті історії мистецтва Колумбійського університету протягом чотирьох десятиліть, з 1972 року був професором живопису і скульптури італійського Ренесансу.
Поворотний момент у кар'єрі Бека відбувся 1991 року, коли його, як авторитетного спеціаліста з Якопо делла Кверча, запросили прокоментувати нещодавню реставрацію однієї з робіт скульптора — статуї Іларії дель Карретто в Кафедральному соборі Лукки. Розгнівана відповідь Бека була записана двома репортерами для газет, що виходили у Флоренції і Ліворно. У наступних інтерв'ю, опублікованих в La Stampa (Турин) і Giornale dell'Arte (Алессандрія), він продовжував висловлювати своє обурення відносно того, що він вважав руйнівним для твору мистецтва очищенням. У всіх чотирьох містах, де в пресі пролунали дискредитаційні заяви Бека, реставратор, який працював над скульптурою, подав проти нього позови про наклеп, що в Італії карається трирічним ув'язненням.
Бек виграв всі чотири справи і цей успіх спонукав його наступного року заснувати ArtWatch International. Співзасновником організації став британський мистецтвознавець Майкл Делей, з яким у 1993 році Бек у співавторстві написав книгу «Реставрація: культура, бізнес і скандал». Книга була спрямована проти інтенсивної реставрації і особливо критикувала очищення фресок Мікеланджело в Сикстинській капелі, яке на той час було близьким до завершення. В іншій своїй книзі він доводить, що картини «Мадонна і немовля» Дуччо і «Мадонна з гвоздиками» Рафаеля, які були придбані відповідно Метрополітен-музеєм і Національною галереєю за суму більше ніж 100 млн доларів, атрибутовані невірно.
Загалом Бек видав 13 книг, з них три присвячені Рафаелю, одна — скульптору Якопо делла Кверча. Також писав статті про художників від Джотто до Караваджо, приділяючи особливу увагу Мікеланджело.